# Beforona
Beforona est une commune rurale malgache située dans la partie sud-est de la région d'Alaotra-Mangoro. Elle appartient au district de Moramanga.

## Géographie
Beforona se situe sur la route nationale Nº 2 - Toamasina - Antananarivo.